# Église Saint-Martin de Viesly
Pour les articles homonymes, voir Église Saint-Martin.
L’église Saint-Martin est un édifice religieux catholique situé au cœur du village de Viesly, Nord (France).

## Historique
Sa construction date de 1765. Elle est un des rares témoins de l’architecture religieuse du XVIIIe siècle dans la région.

## Architecture
Elle a la particularité de posséder une imposante tour carrée avec des angles arrondis. L’ensemble est remarquable par sa polychromie et par sa recherche de modénature : alternance de briques rouges et de pierre calcaire blanche reposant sur une embase en pierre bleue. À son sommet, quatre horloges, le tout surmonté d'un clocher octogonal.

## Galerie

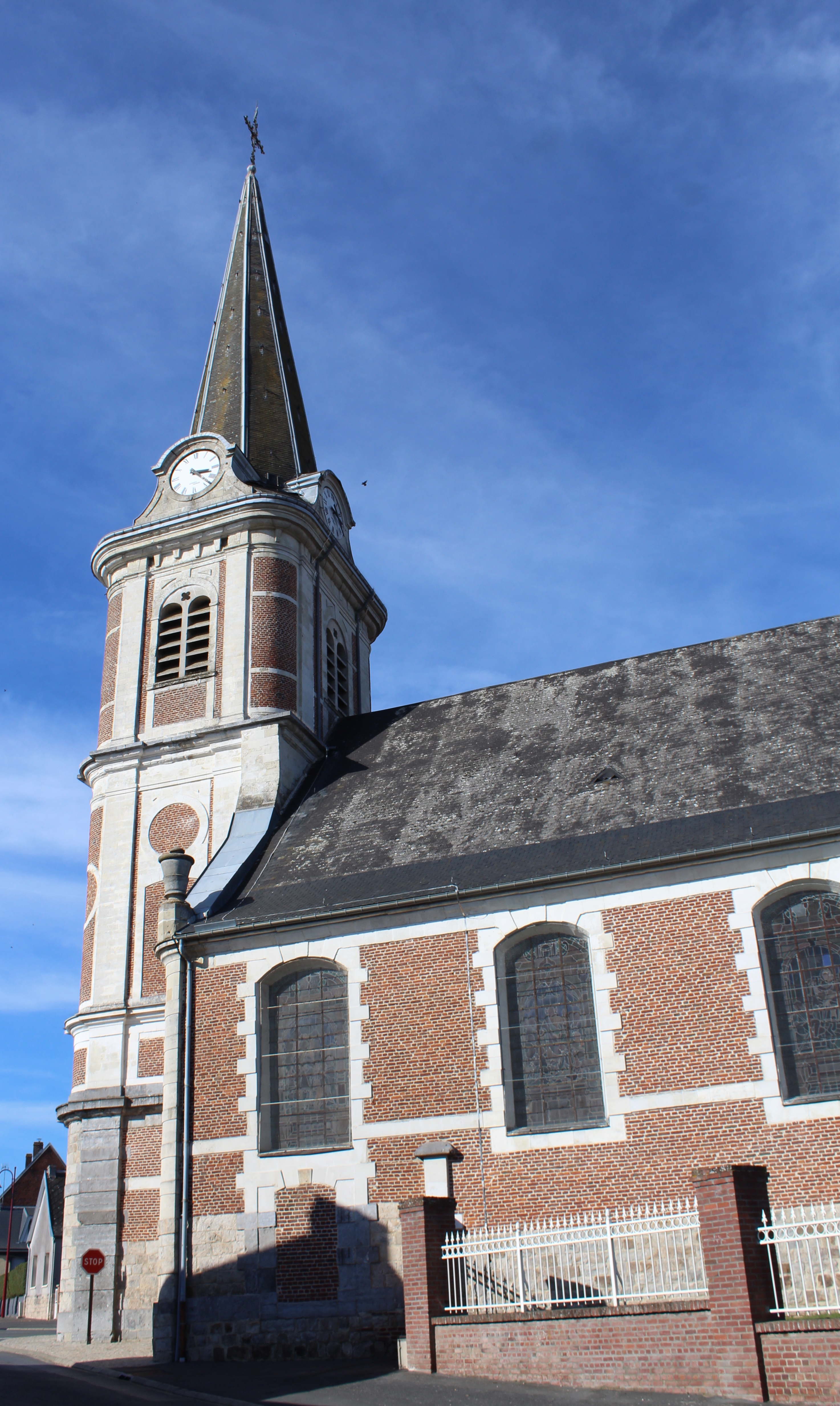
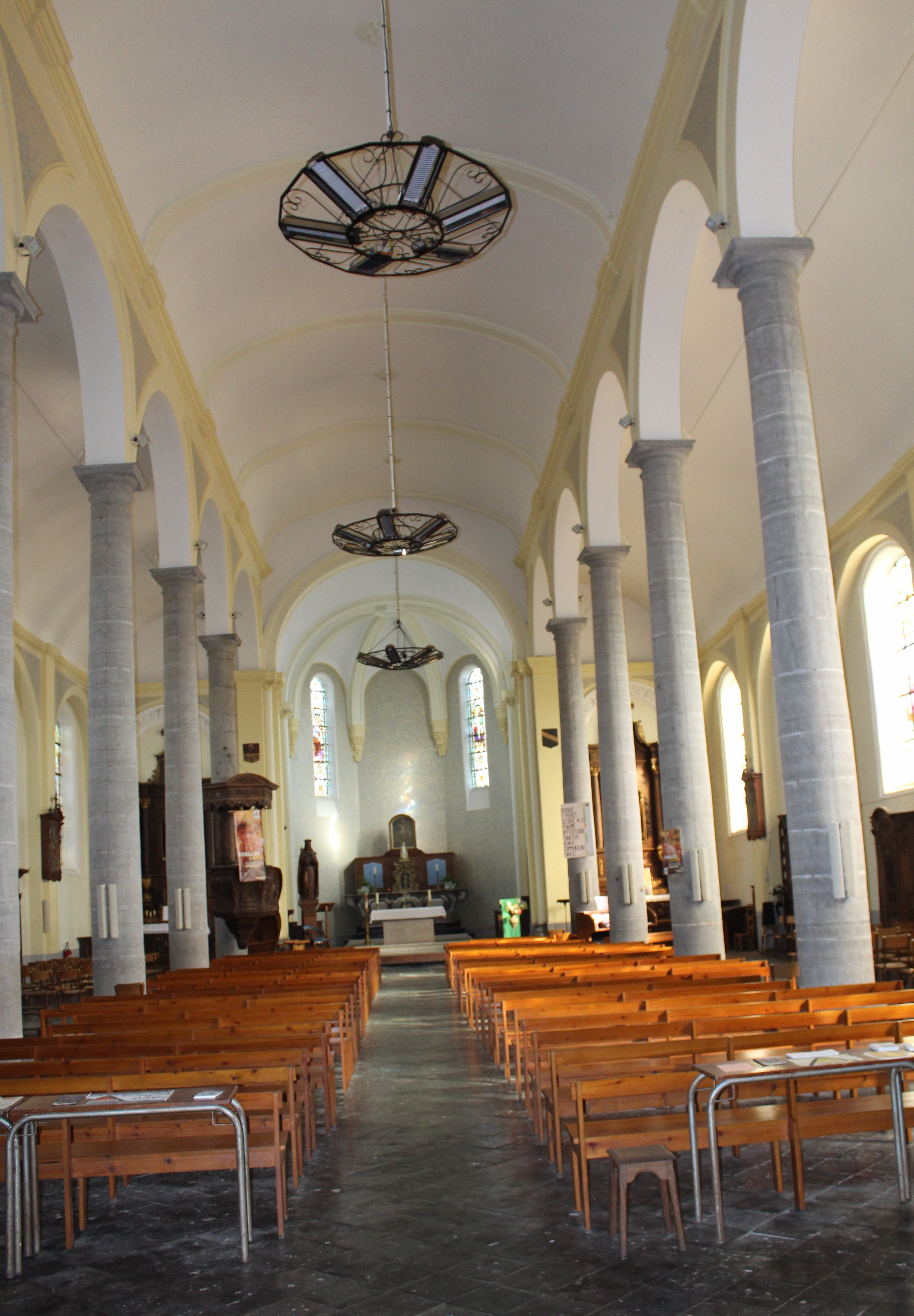
Vaste nef de l'église supportée par huit colonnes de pierre bleue.
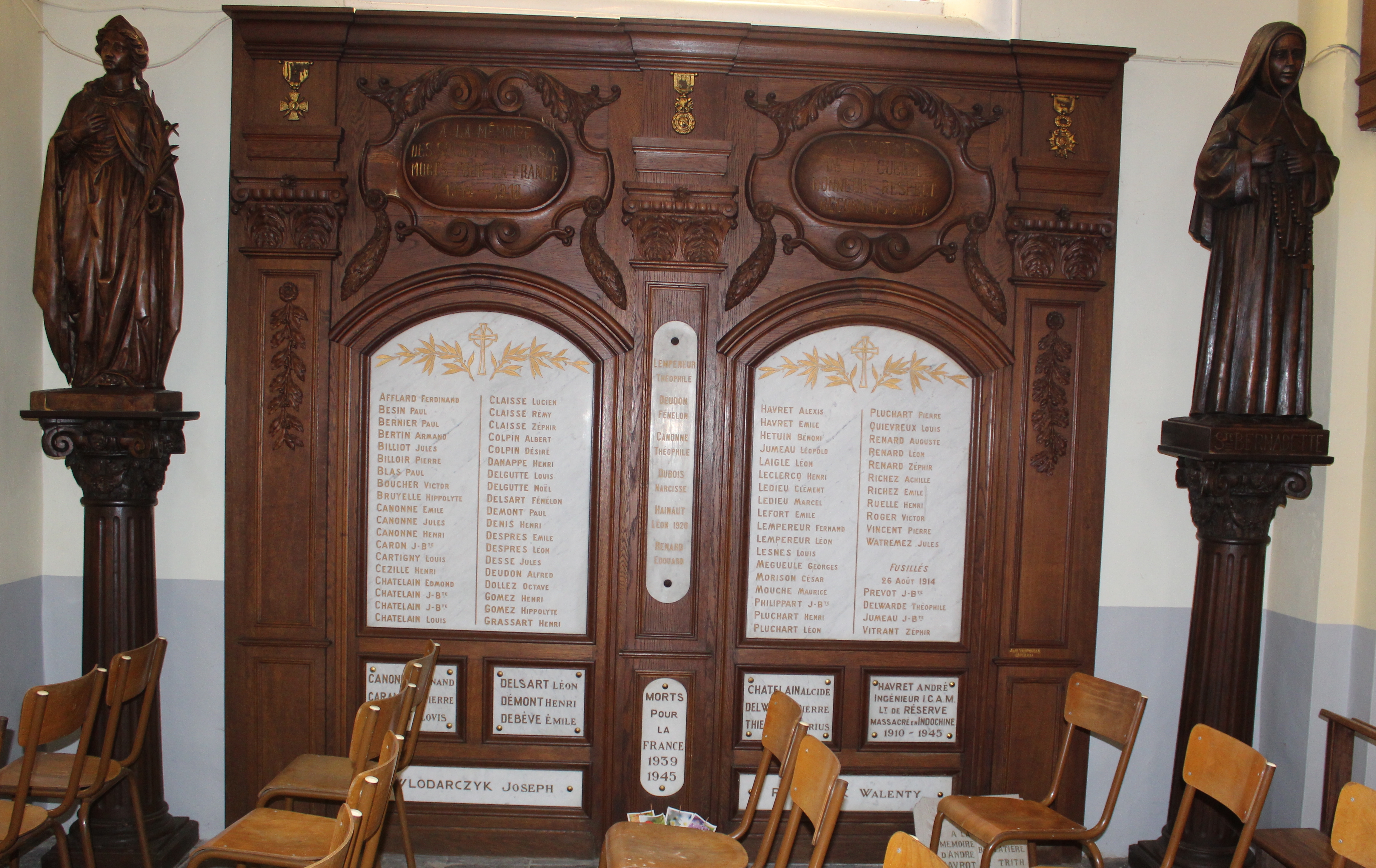
Plaque commémorative des victimes de la Guerre 1914-1918.
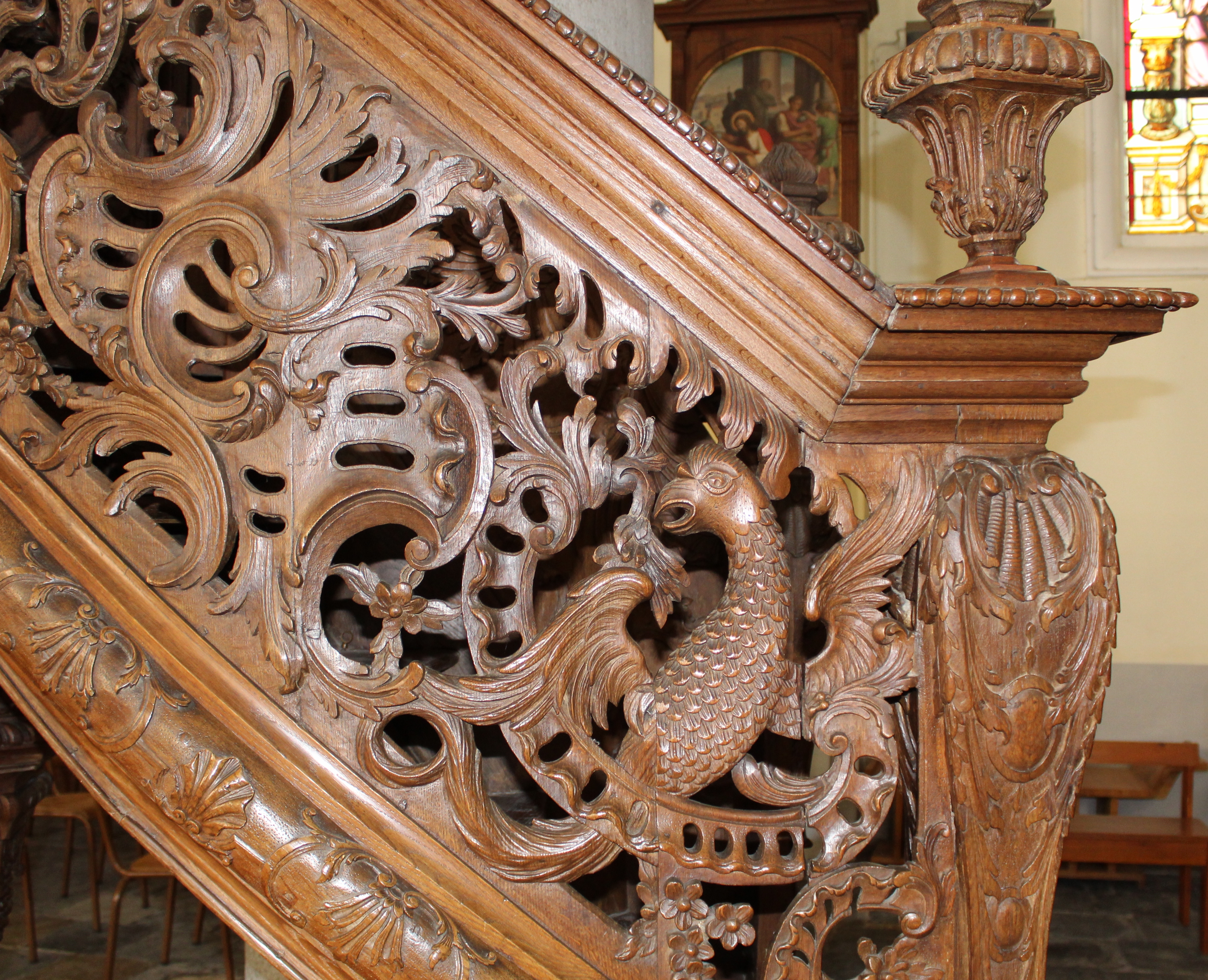
Détail des sculptures en bois de la chaire.
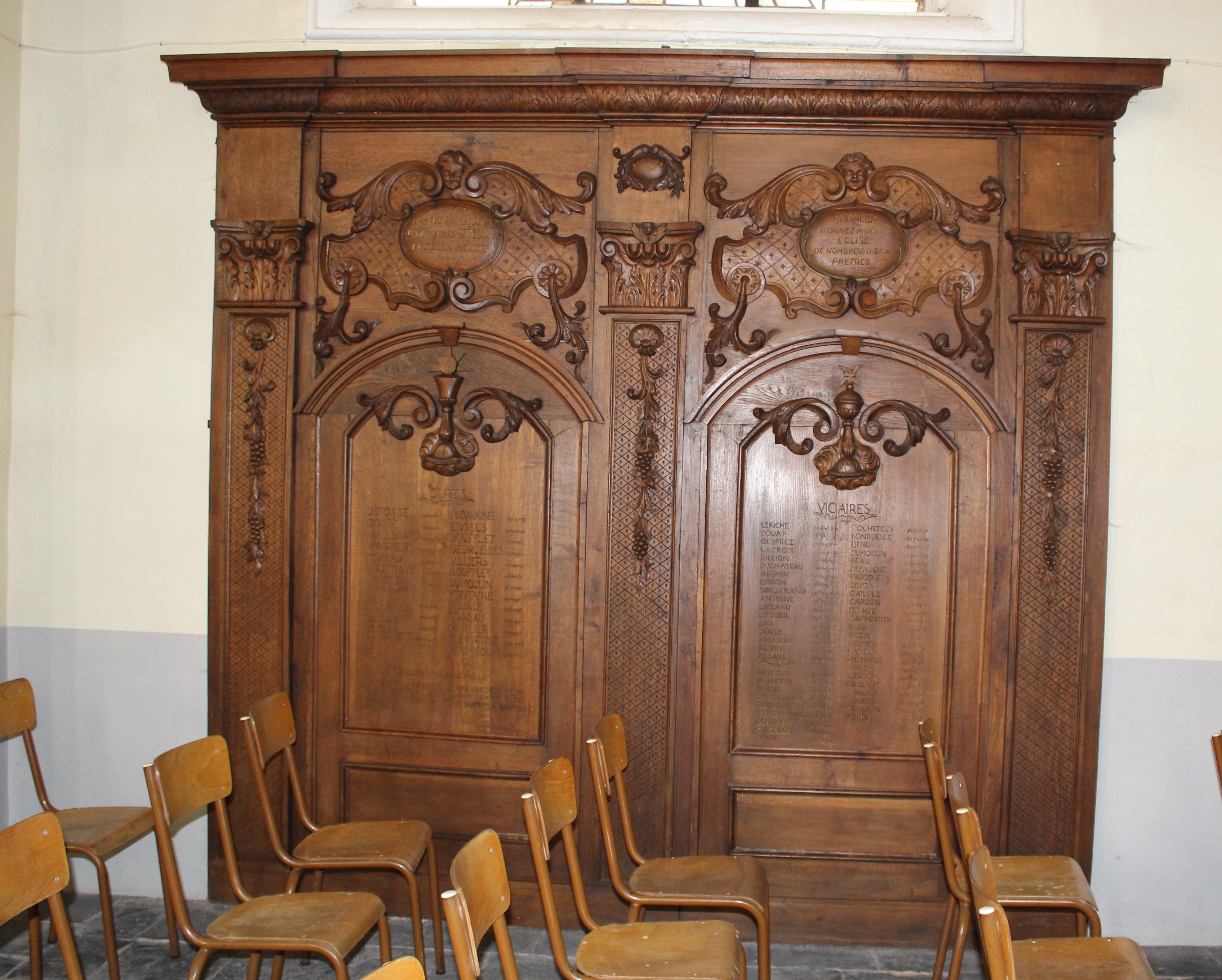
Panneau en bois listant les prêtres et les vicaires de l'église depuis le XVIIIe siècle.
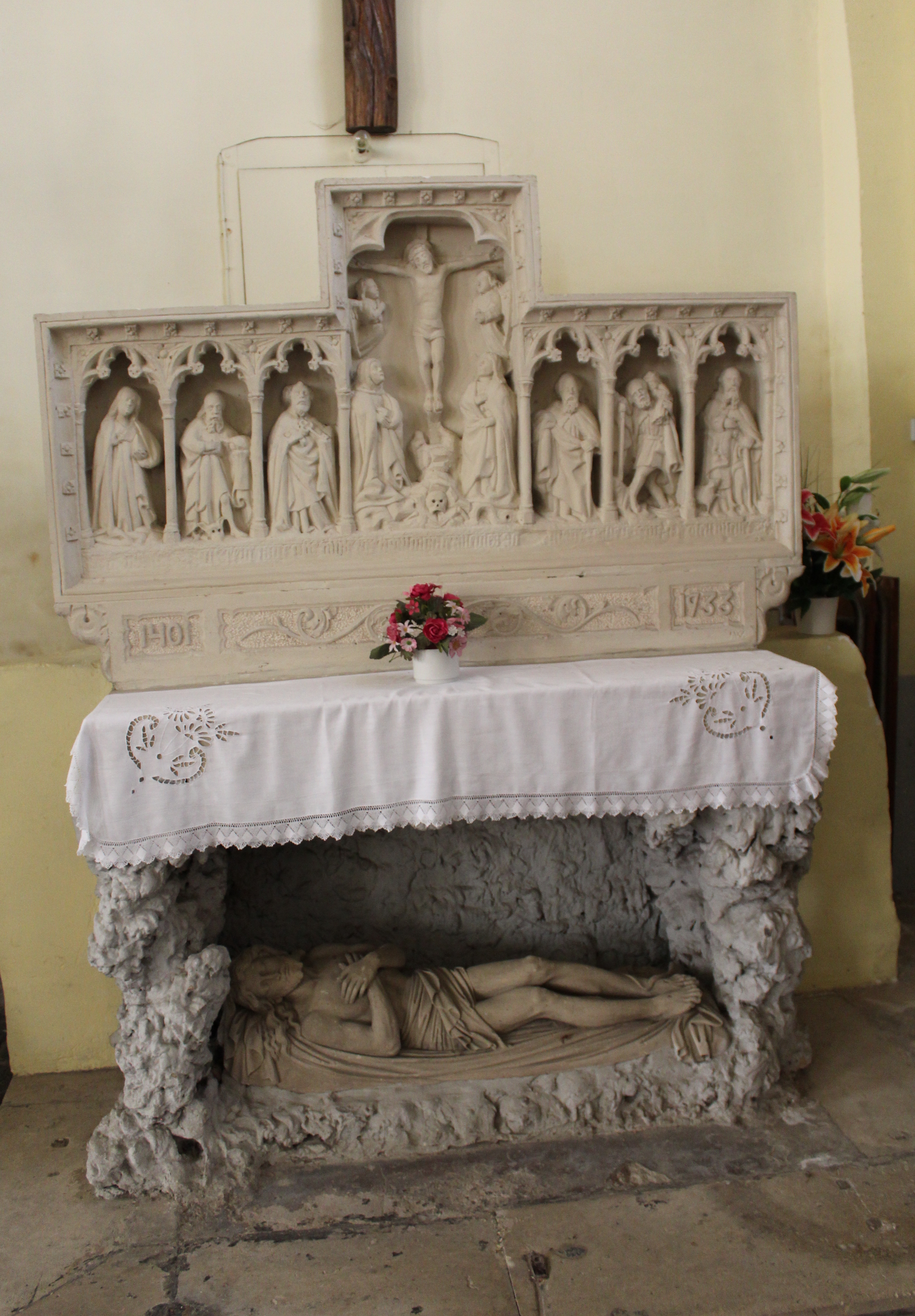
Retable en pierre datant de 1401.